# Волфганг Ернст II фон Изенбург-Бюдинген
Волфганг Ернст II фон Изенбург-Бюдинген (на немски: Wolfgang Ernst II zu Isenburg und Büdingen; * 17 ноември 1735 в дворец Бирщайн; † 3 февруари 1803 в Офенбах на Майн) е от 1754 г. княз на Изенбург-Бюдинген.
Той е син на наследствения принц на Изенбург и Бюдинген Вилхелм Емих Христоф фон Изенбург-Бюдинген (1708 – 1741) и съпругата му Амалия Белгика фон Изенбург-Бюдинген-Мариенборн (1716 – 1799), дъщеря на граф Карл Август фон Изенбург-Бюдинген-Мариенборн (1716 – 1799). Внук е на княз Волфганг Ернст I фон Изенбург-Бюдинген (1686 – 1754) и правнук на граф Вилхелм Мориц I фон Изенбург-Бирщайн (1657 – 1711).
Волфганг Ернст II резидира в Бирщайн и в Офенбах на Майн.

## Фамилия
Волфганг Ернст II се жени на 20 септември 1760 г. в дворец Шаумбург на Лан близо до Лимбург ан дер Лан (графство Холцапел) за принцеса София Шарлота Ернестина фон Анхалт-Бернбург-Шаумбург-Хойм (* 3 април 1743 в Шаумбург; † 5 декември 1781 в Бирщайн), дъщеря на княз Виктор I Амадей Адолф фон Анхалт-Бернбург-Шаумбург-Хойм. Те имат децата:
- Ернестина София Амалия (* 25 септември 1761; † 22 април 1763)
- Волфганг Ернст (* 21 септември 1762; † 5 декември 1762)
- София Фридерика Луиза Августа (* 27 януари 1765; † 26 април 1767)
- Карл I Фридрих Лудвиг Мориц (* 29 юни 1766; † 21 март 1820), княз на Изенбург и Бюдинген, от 1806 г. суверенен княз на Изенбург, женен на 16 септември 1795 г. за графиня Шарлота Августа фон Ербах-Ербах (* 5 юни 1777; † 21 май 1846)
- Виктор Вилхелм Карл Фридрих (* 11 март 1769; † 21 март 1770)
- Елеонора Фридерика (* 30 януари 1771; † 24 юни 1772)
- Волфганг Ернст (* 7 август 1774; † 7 март 1837)
- Виктор Амадей (* 10 септември 1776; † 25 септември 1840)

Волфганг Ернст II се жени втори път на 20 август 1783 г. в Грайц за Ернестина Есперанца Виктория Ройс-Грайц (* 20 януарти 1756 в Грайц; † 2 декември 1819 в Офенбах), дъщеря на граф Хайнрих XI Ройс-Грайц. Те нямат деца.